# Sicilijanska obrana
Sicilijanska obrana šahovsko je otvaranje i jedno od najpopularnijih odgovora na 1.e4 te statistički najuspješnije. Smatra se vrlo dinamičnim i oštrim otvaranjem gdje crni ne preza od preuzimanja inicijative već u otvaranju. Koristi se na svim razinama, od amaterskog do velemajstorskog. Započinje potezima 1.e4 c5. Otvaranje je nazvano po talijanskom otoku Siciliji.
|   | a | b | c | d | e | f | g | h |   |
| 8 | a8 black rook · b8 black knight · c8 black bishop · d8 black queen · e8 black king · f8 black bishop · g8 black knight · h8 black rook · a7 black pawn · b7 black pawn · d7 black pawn · e7 black pawn · f7 black pawn · g7 black pawn · h7 black pawn · c5 black pawn · e4 white pawn · a2 white pawn · b2 white pawn · c2 white pawn · d2 white pawn · f2 white pawn · g2 white pawn · h2 white pawn · a1 white rook · b1 white knight · c1 white bishop · d1 white queen · e1 white king · f1 white bishop · g1 white knight · h1 white rook | a8 black rook · b8 black knight · c8 black bishop · d8 black queen · e8 black king · f8 black bishop · g8 black knight · h8 black rook · a7 black pawn · b7 black pawn · d7 black pawn · e7 black pawn · f7 black pawn · g7 black pawn · h7 black pawn · c5 black pawn · e4 white pawn · a2 white pawn · b2 white pawn · c2 white pawn · d2 white pawn · f2 white pawn · g2 white pawn · h2 white pawn · a1 white rook · b1 white knight · c1 white bishop · d1 white queen · e1 white king · f1 white bishop · g1 white knight · h1 white rook | a8 black rook · b8 black knight · c8 black bishop · d8 black queen · e8 black king · f8 black bishop · g8 black knight · h8 black rook · a7 black pawn · b7 black pawn · d7 black pawn · e7 black pawn · f7 black pawn · g7 black pawn · h7 black pawn · c5 black pawn · e4 white pawn · a2 white pawn · b2 white pawn · c2 white pawn · d2 white pawn · f2 white pawn · g2 white pawn · h2 white pawn · a1 white rook · b1 white knight · c1 white bishop · d1 white queen · e1 white king · f1 white bishop · g1 white knight · h1 white rook | a8 black rook · b8 black knight · c8 black bishop · d8 black queen · e8 black king · f8 black bishop · g8 black knight · h8 black rook · a7 black pawn · b7 black pawn · d7 black pawn · e7 black pawn · f7 black pawn · g7 black pawn · h7 black pawn · c5 black pawn · e4 white pawn · a2 white pawn · b2 white pawn · c2 white pawn · d2 white pawn · f2 white pawn · g2 white pawn · h2 white pawn · a1 white rook · b1 white knight · c1 white bishop · d1 white queen · e1 white king · f1 white bishop · g1 white knight · h1 white rook | a8 black rook · b8 black knight · c8 black bishop · d8 black queen · e8 black king · f8 black bishop · g8 black knight · h8 black rook · a7 black pawn · b7 black pawn · d7 black pawn · e7 black pawn · f7 black pawn · g7 black pawn · h7 black pawn · c5 black pawn · e4 white pawn · a2 white pawn · b2 white pawn · c2 white pawn · d2 white pawn · f2 white pawn · g2 white pawn · h2 white pawn · a1 white rook · b1 white knight · c1 white bishop · d1 white queen · e1 white king · f1 white bishop · g1 white knight · h1 white rook | a8 black rook · b8 black knight · c8 black bishop · d8 black queen · e8 black king · f8 black bishop · g8 black knight · h8 black rook · a7 black pawn · b7 black pawn · d7 black pawn · e7 black pawn · f7 black pawn · g7 black pawn · h7 black pawn · c5 black pawn · e4 white pawn · a2 white pawn · b2 white pawn · c2 white pawn · d2 white pawn · f2 white pawn · g2 white pawn · h2 white pawn · a1 white rook · b1 white knight · c1 white bishop · d1 white queen · e1 white king · f1 white bishop · g1 white knight · h1 white rook | a8 black rook · b8 black knight · c8 black bishop · d8 black queen · e8 black king · f8 black bishop · g8 black knight · h8 black rook · a7 black pawn · b7 black pawn · d7 black pawn · e7 black pawn · f7 black pawn · g7 black pawn · h7 black pawn · c5 black pawn · e4 white pawn · a2 white pawn · b2 white pawn · c2 white pawn · d2 white pawn · f2 white pawn · g2 white pawn · h2 white pawn · a1 white rook · b1 white knight · c1 white bishop · d1 white queen · e1 white king · f1 white bishop · g1 white knight · h1 white rook | a8 black rook · b8 black knight · c8 black bishop · d8 black queen · e8 black king · f8 black bishop · g8 black knight · h8 black rook · a7 black pawn · b7 black pawn · d7 black pawn · e7 black pawn · f7 black pawn · g7 black pawn · h7 black pawn · c5 black pawn · e4 white pawn · a2 white pawn · b2 white pawn · c2 white pawn · d2 white pawn · f2 white pawn · g2 white pawn · h2 white pawn · a1 white rook · b1 white knight · c1 white bishop · d1 white queen · e1 white king · f1 white bishop · g1 white knight · h1 white rook | 8 |
| 7 | a8 black rook · b8 black knight · c8 black bishop · d8 black queen · e8 black king · f8 black bishop · g8 black knight · h8 black rook · a7 black pawn · b7 black pawn · d7 black pawn · e7 black pawn · f7 black pawn · g7 black pawn · h7 black pawn · c5 black pawn · e4 white pawn · a2 white pawn · b2 white pawn · c2 white pawn · d2 white pawn · f2 white pawn · g2 white pawn · h2 white pawn · a1 white rook · b1 white knight · c1 white bishop · d1 white queen · e1 white king · f1 white bishop · g1 white knight · h1 white rook | a8 black rook · b8 black knight · c8 black bishop · d8 black queen · e8 black king · f8 black bishop · g8 black knight · h8 black rook · a7 black pawn · b7 black pawn · d7 black pawn · e7 black pawn · f7 black pawn · g7 black pawn · h7 black pawn · c5 black pawn · e4 white pawn · a2 white pawn · b2 white pawn · c2 white pawn · d2 white pawn · f2 white pawn · g2 white pawn · h2 white pawn · a1 white rook · b1 white knight · c1 white bishop · d1 white queen · e1 white king · f1 white bishop · g1 white knight · h1 white rook | a8 black rook · b8 black knight · c8 black bishop · d8 black queen · e8 black king · f8 black bishop · g8 black knight · h8 black rook · a7 black pawn · b7 black pawn · d7 black pawn · e7 black pawn · f7 black pawn · g7 black pawn · h7 black pawn · c5 black pawn · e4 white pawn · a2 white pawn · b2 white pawn · c2 white pawn · d2 white pawn · f2 white pawn · g2 white pawn · h2 white pawn · a1 white rook · b1 white knight · c1 white bishop · d1 white queen · e1 white king · f1 white bishop · g1 white knight · h1 white rook | a8 black rook · b8 black knight · c8 black bishop · d8 black queen · e8 black king · f8 black bishop · g8 black knight · h8 black rook · a7 black pawn · b7 black pawn · d7 black pawn · e7 black pawn · f7 black pawn · g7 black pawn · h7 black pawn · c5 black pawn · e4 white pawn · a2 white pawn · b2 white pawn · c2 white pawn · d2 white pawn · f2 white pawn · g2 white pawn · h2 white pawn · a1 white rook · b1 white knight · c1 white bishop · d1 white queen · e1 white king · f1 white bishop · g1 white knight · h1 white rook | a8 black rook · b8 black knight · c8 black bishop · d8 black queen · e8 black king · f8 black bishop · g8 black knight · h8 black rook · a7 black pawn · b7 black pawn · d7 black pawn · e7 black pawn · f7 black pawn · g7 black pawn · h7 black pawn · c5 black pawn · e4 white pawn · a2 white pawn · b2 white pawn · c2 white pawn · d2 white pawn · f2 white pawn · g2 white pawn · h2 white pawn · a1 white rook · b1 white knight · c1 white bishop · d1 white queen · e1 white king · f1 white bishop · g1 white knight · h1 white rook | a8 black rook · b8 black knight · c8 black bishop · d8 black queen · e8 black king · f8 black bishop · g8 black knight · h8 black rook · a7 black pawn · b7 black pawn · d7 black pawn · e7 black pawn · f7 black pawn · g7 black pawn · h7 black pawn · c5 black pawn · e4 white pawn · a2 white pawn · b2 white pawn · c2 white pawn · d2 white pawn · f2 white pawn · g2 white pawn · h2 white pawn · a1 white rook · b1 white knight · c1 white bishop · d1 white queen · e1 white king · f1 white bishop · g1 white knight · h1 white rook | a8 black rook · b8 black knight · c8 black bishop · d8 black queen · e8 black king · f8 black bishop · g8 black knight · h8 black rook · a7 black pawn · b7 black pawn · d7 black pawn · e7 black pawn · f7 black pawn · g7 black pawn · h7 black pawn · c5 black pawn · e4 white pawn · a2 white pawn · b2 white pawn · c2 white pawn · d2 white pawn · f2 white pawn · g2 white pawn · h2 white pawn · a1 white rook · b1 white knight · c1 white bishop · d1 white queen · e1 white king · f1 white bishop · g1 white knight · h1 white rook | a8 black rook · b8 black knight · c8 black bishop · d8 black queen · e8 black king · f8 black bishop · g8 black knight · h8 black rook · a7 black pawn · b7 black pawn · d7 black pawn · e7 black pawn · f7 black pawn · g7 black pawn · h7 black pawn · c5 black pawn · e4 white pawn · a2 white pawn · b2 white pawn · c2 white pawn · d2 white pawn · f2 white pawn · g2 white pawn · h2 white pawn · a1 white rook · b1 white knight · c1 white bishop · d1 white queen · e1 white king · f1 white bishop · g1 white knight · h1 white rook | 7 |
| 6 | a8 black rook · b8 black knight · c8 black bishop · d8 black queen · e8 black king · f8 black bishop · g8 black knight · h8 black rook · a7 black pawn · b7 black pawn · d7 black pawn · e7 black pawn · f7 black pawn · g7 black pawn · h7 black pawn · c5 black pawn · e4 white pawn · a2 white pawn · b2 white pawn · c2 white pawn · d2 white pawn · f2 white pawn · g2 white pawn · h2 white pawn · a1 white rook · b1 white knight · c1 white bishop · d1 white queen · e1 white king · f1 white bishop · g1 white knight · h1 white rook | a8 black rook · b8 black knight · c8 black bishop · d8 black queen · e8 black king · f8 black bishop · g8 black knight · h8 black rook · a7 black pawn · b7 black pawn · d7 black pawn · e7 black pawn · f7 black pawn · g7 black pawn · h7 black pawn · c5 black pawn · e4 white pawn · a2 white pawn · b2 white pawn · c2 white pawn · d2 white pawn · f2 white pawn · g2 white pawn · h2 white pawn · a1 white rook · b1 white knight · c1 white bishop · d1 white queen · e1 white king · f1 white bishop · g1 white knight · h1 white rook | a8 black rook · b8 black knight · c8 black bishop · d8 black queen · e8 black king · f8 black bishop · g8 black knight · h8 black rook · a7 black pawn · b7 black pawn · d7 black pawn · e7 black pawn · f7 black pawn · g7 black pawn · h7 black pawn · c5 black pawn · e4 white pawn · a2 white pawn · b2 white pawn · c2 white pawn · d2 white pawn · f2 white pawn · g2 white pawn · h2 white pawn · a1 white rook · b1 white knight · c1 white bishop · d1 white queen · e1 white king · f1 white bishop · g1 white knight · h1 white rook | a8 black rook · b8 black knight · c8 black bishop · d8 black queen · e8 black king · f8 black bishop · g8 black knight · h8 black rook · a7 black pawn · b7 black pawn · d7 black pawn · e7 black pawn · f7 black pawn · g7 black pawn · h7 black pawn · c5 black pawn · e4 white pawn · a2 white pawn · b2 white pawn · c2 white pawn · d2 white pawn · f2 white pawn · g2 white pawn · h2 white pawn · a1 white rook · b1 white knight · c1 white bishop · d1 white queen · e1 white king · f1 white bishop · g1 white knight · h1 white rook | a8 black rook · b8 black knight · c8 black bishop · d8 black queen · e8 black king · f8 black bishop · g8 black knight · h8 black rook · a7 black pawn · b7 black pawn · d7 black pawn · e7 black pawn · f7 black pawn · g7 black pawn · h7 black pawn · c5 black pawn · e4 white pawn · a2 white pawn · b2 white pawn · c2 white pawn · d2 white pawn · f2 white pawn · g2 white pawn · h2 white pawn · a1 white rook · b1 white knight · c1 white bishop · d1 white queen · e1 white king · f1 white bishop · g1 white knight · h1 white rook | a8 black rook · b8 black knight · c8 black bishop · d8 black queen · e8 black king · f8 black bishop · g8 black knight · h8 black rook · a7 black pawn · b7 black pawn · d7 black pawn · e7 black pawn · f7 black pawn · g7 black pawn · h7 black pawn · c5 black pawn · e4 white pawn · a2 white pawn · b2 white pawn · c2 white pawn · d2 white pawn · f2 white pawn · g2 white pawn · h2 white pawn · a1 white rook · b1 white knight · c1 white bishop · d1 white queen · e1 white king · f1 white bishop · g1 white knight · h1 white rook | a8 black rook · b8 black knight · c8 black bishop · d8 black queen · e8 black king · f8 black bishop · g8 black knight · h8 black rook · a7 black pawn · b7 black pawn · d7 black pawn · e7 black pawn · f7 black pawn · g7 black pawn · h7 black pawn · c5 black pawn · e4 white pawn · a2 white pawn · b2 white pawn · c2 white pawn · d2 white pawn · f2 white pawn · g2 white pawn · h2 white pawn · a1 white rook · b1 white knight · c1 white bishop · d1 white queen · e1 white king · f1 white bishop · g1 white knight · h1 white rook | a8 black rook · b8 black knight · c8 black bishop · d8 black queen · e8 black king · f8 black bishop · g8 black knight · h8 black rook · a7 black pawn · b7 black pawn · d7 black pawn · e7 black pawn · f7 black pawn · g7 black pawn · h7 black pawn · c5 black pawn · e4 white pawn · a2 white pawn · b2 white pawn · c2 white pawn · d2 white pawn · f2 white pawn · g2 white pawn · h2 white pawn · a1 white rook · b1 white knight · c1 white bishop · d1 white queen · e1 white king · f1 white bishop · g1 white knight · h1 white rook | 6 |
| 5 | a8 black rook · b8 black knight · c8 black bishop · d8 black queen · e8 black king · f8 black bishop · g8 black knight · h8 black rook · a7 black pawn · b7 black pawn · d7 black pawn · e7 black pawn · f7 black pawn · g7 black pawn · h7 black pawn · c5 black pawn · e4 white pawn · a2 white pawn · b2 white pawn · c2 white pawn · d2 white pawn · f2 white pawn · g2 white pawn · h2 white pawn · a1 white rook · b1 white knight · c1 white bishop · d1 white queen · e1 white king · f1 white bishop · g1 white knight · h1 white rook | a8 black rook · b8 black knight · c8 black bishop · d8 black queen · e8 black king · f8 black bishop · g8 black knight · h8 black rook · a7 black pawn · b7 black pawn · d7 black pawn · e7 black pawn · f7 black pawn · g7 black pawn · h7 black pawn · c5 black pawn · e4 white pawn · a2 white pawn · b2 white pawn · c2 white pawn · d2 white pawn · f2 white pawn · g2 white pawn · h2 white pawn · a1 white rook · b1 white knight · c1 white bishop · d1 white queen · e1 white king · f1 white bishop · g1 white knight · h1 white rook | a8 black rook · b8 black knight · c8 black bishop · d8 black queen · e8 black king · f8 black bishop · g8 black knight · h8 black rook · a7 black pawn · b7 black pawn · d7 black pawn · e7 black pawn · f7 black pawn · g7 black pawn · h7 black pawn · c5 black pawn · e4 white pawn · a2 white pawn · b2 white pawn · c2 white pawn · d2 white pawn · f2 white pawn · g2 white pawn · h2 white pawn · a1 white rook · b1 white knight · c1 white bishop · d1 white queen · e1 white king · f1 white bishop · g1 white knight · h1 white rook | a8 black rook · b8 black knight · c8 black bishop · d8 black queen · e8 black king · f8 black bishop · g8 black knight · h8 black rook · a7 black pawn · b7 black pawn · d7 black pawn · e7 black pawn · f7 black pawn · g7 black pawn · h7 black pawn · c5 black pawn · e4 white pawn · a2 white pawn · b2 white pawn · c2 white pawn · d2 white pawn · f2 white pawn · g2 white pawn · h2 white pawn · a1 white rook · b1 white knight · c1 white bishop · d1 white queen · e1 white king · f1 white bishop · g1 white knight · h1 white rook | a8 black rook · b8 black knight · c8 black bishop · d8 black queen · e8 black king · f8 black bishop · g8 black knight · h8 black rook · a7 black pawn · b7 black pawn · d7 black pawn · e7 black pawn · f7 black pawn · g7 black pawn · h7 black pawn · c5 black pawn · e4 white pawn · a2 white pawn · b2 white pawn · c2 white pawn · d2 white pawn · f2 white pawn · g2 white pawn · h2 white pawn · a1 white rook · b1 white knight · c1 white bishop · d1 white queen · e1 white king · f1 white bishop · g1 white knight · h1 white rook | a8 black rook · b8 black knight · c8 black bishop · d8 black queen · e8 black king · f8 black bishop · g8 black knight · h8 black rook · a7 black pawn · b7 black pawn · d7 black pawn · e7 black pawn · f7 black pawn · g7 black pawn · h7 black pawn · c5 black pawn · e4 white pawn · a2 white pawn · b2 white pawn · c2 white pawn · d2 white pawn · f2 white pawn · g2 white pawn · h2 white pawn · a1 white rook · b1 white knight · c1 white bishop · d1 white queen · e1 white king · f1 white bishop · g1 white knight · h1 white rook | a8 black rook · b8 black knight · c8 black bishop · d8 black queen · e8 black king · f8 black bishop · g8 black knight · h8 black rook · a7 black pawn · b7 black pawn · d7 black pawn · e7 black pawn · f7 black pawn · g7 black pawn · h7 black pawn · c5 black pawn · e4 white pawn · a2 white pawn · b2 white pawn · c2 white pawn · d2 white pawn · f2 white pawn · g2 white pawn · h2 white pawn · a1 white rook · b1 white knight · c1 white bishop · d1 white queen · e1 white king · f1 white bishop · g1 white knight · h1 white rook | a8 black rook · b8 black knight · c8 black bishop · d8 black queen · e8 black king · f8 black bishop · g8 black knight · h8 black rook · a7 black pawn · b7 black pawn · d7 black pawn · e7 black pawn · f7 black pawn · g7 black pawn · h7 black pawn · c5 black pawn · e4 white pawn · a2 white pawn · b2 white pawn · c2 white pawn · d2 white pawn · f2 white pawn · g2 white pawn · h2 white pawn · a1 white rook · b1 white knight · c1 white bishop · d1 white queen · e1 white king · f1 white bishop · g1 white knight · h1 white rook | 5 |
| 4 | a8 black rook · b8 black knight · c8 black bishop · d8 black queen · e8 black king · f8 black bishop · g8 black knight · h8 black rook · a7 black pawn · b7 black pawn · d7 black pawn · e7 black pawn · f7 black pawn · g7 black pawn · h7 black pawn · c5 black pawn · e4 white pawn · a2 white pawn · b2 white pawn · c2 white pawn · d2 white pawn · f2 white pawn · g2 white pawn · h2 white pawn · a1 white rook · b1 white knight · c1 white bishop · d1 white queen · e1 white king · f1 white bishop · g1 white knight · h1 white rook | a8 black rook · b8 black knight · c8 black bishop · d8 black queen · e8 black king · f8 black bishop · g8 black knight · h8 black rook · a7 black pawn · b7 black pawn · d7 black pawn · e7 black pawn · f7 black pawn · g7 black pawn · h7 black pawn · c5 black pawn · e4 white pawn · a2 white pawn · b2 white pawn · c2 white pawn · d2 white pawn · f2 white pawn · g2 white pawn · h2 white pawn · a1 white rook · b1 white knight · c1 white bishop · d1 white queen · e1 white king · f1 white bishop · g1 white knight · h1 white rook | a8 black rook · b8 black knight · c8 black bishop · d8 black queen · e8 black king · f8 black bishop · g8 black knight · h8 black rook · a7 black pawn · b7 black pawn · d7 black pawn · e7 black pawn · f7 black pawn · g7 black pawn · h7 black pawn · c5 black pawn · e4 white pawn · a2 white pawn · b2 white pawn · c2 white pawn · d2 white pawn · f2 white pawn · g2 white pawn · h2 white pawn · a1 white rook · b1 white knight · c1 white bishop · d1 white queen · e1 white king · f1 white bishop · g1 white knight · h1 white rook | a8 black rook · b8 black knight · c8 black bishop · d8 black queen · e8 black king · f8 black bishop · g8 black knight · h8 black rook · a7 black pawn · b7 black pawn · d7 black pawn · e7 black pawn · f7 black pawn · g7 black pawn · h7 black pawn · c5 black pawn · e4 white pawn · a2 white pawn · b2 white pawn · c2 white pawn · d2 white pawn · f2 white pawn · g2 white pawn · h2 white pawn · a1 white rook · b1 white knight · c1 white bishop · d1 white queen · e1 white king · f1 white bishop · g1 white knight · h1 white rook | a8 black rook · b8 black knight · c8 black bishop · d8 black queen · e8 black king · f8 black bishop · g8 black knight · h8 black rook · a7 black pawn · b7 black pawn · d7 black pawn · e7 black pawn · f7 black pawn · g7 black pawn · h7 black pawn · c5 black pawn · e4 white pawn · a2 white pawn · b2 white pawn · c2 white pawn · d2 white pawn · f2 white pawn · g2 white pawn · h2 white pawn · a1 white rook · b1 white knight · c1 white bishop · d1 white queen · e1 white king · f1 white bishop · g1 white knight · h1 white rook | a8 black rook · b8 black knight · c8 black bishop · d8 black queen · e8 black king · f8 black bishop · g8 black knight · h8 black rook · a7 black pawn · b7 black pawn · d7 black pawn · e7 black pawn · f7 black pawn · g7 black pawn · h7 black pawn · c5 black pawn · e4 white pawn · a2 white pawn · b2 white pawn · c2 white pawn · d2 white pawn · f2 white pawn · g2 white pawn · h2 white pawn · a1 white rook · b1 white knight · c1 white bishop · d1 white queen · e1 white king · f1 white bishop · g1 white knight · h1 white rook | a8 black rook · b8 black knight · c8 black bishop · d8 black queen · e8 black king · f8 black bishop · g8 black knight · h8 black rook · a7 black pawn · b7 black pawn · d7 black pawn · e7 black pawn · f7 black pawn · g7 black pawn · h7 black pawn · c5 black pawn · e4 white pawn · a2 white pawn · b2 white pawn · c2 white pawn · d2 white pawn · f2 white pawn · g2 white pawn · h2 white pawn · a1 white rook · b1 white knight · c1 white bishop · d1 white queen · e1 white king · f1 white bishop · g1 white knight · h1 white rook | a8 black rook · b8 black knight · c8 black bishop · d8 black queen · e8 black king · f8 black bishop · g8 black knight · h8 black rook · a7 black pawn · b7 black pawn · d7 black pawn · e7 black pawn · f7 black pawn · g7 black pawn · h7 black pawn · c5 black pawn · e4 white pawn · a2 white pawn · b2 white pawn · c2 white pawn · d2 white pawn · f2 white pawn · g2 white pawn · h2 white pawn · a1 white rook · b1 white knight · c1 white bishop · d1 white queen · e1 white king · f1 white bishop · g1 white knight · h1 white rook | 4 |
| 3 | a8 black rook · b8 black knight · c8 black bishop · d8 black queen · e8 black king · f8 black bishop · g8 black knight · h8 black rook · a7 black pawn · b7 black pawn · d7 black pawn · e7 black pawn · f7 black pawn · g7 black pawn · h7 black pawn · c5 black pawn · e4 white pawn · a2 white pawn · b2 white pawn · c2 white pawn · d2 white pawn · f2 white pawn · g2 white pawn · h2 white pawn · a1 white rook · b1 white knight · c1 white bishop · d1 white queen · e1 white king · f1 white bishop · g1 white knight · h1 white rook | a8 black rook · b8 black knight · c8 black bishop · d8 black queen · e8 black king · f8 black bishop · g8 black knight · h8 black rook · a7 black pawn · b7 black pawn · d7 black pawn · e7 black pawn · f7 black pawn · g7 black pawn · h7 black pawn · c5 black pawn · e4 white pawn · a2 white pawn · b2 white pawn · c2 white pawn · d2 white pawn · f2 white pawn · g2 white pawn · h2 white pawn · a1 white rook · b1 white knight · c1 white bishop · d1 white queen · e1 white king · f1 white bishop · g1 white knight · h1 white rook | a8 black rook · b8 black knight · c8 black bishop · d8 black queen · e8 black king · f8 black bishop · g8 black knight · h8 black rook · a7 black pawn · b7 black pawn · d7 black pawn · e7 black pawn · f7 black pawn · g7 black pawn · h7 black pawn · c5 black pawn · e4 white pawn · a2 white pawn · b2 white pawn · c2 white pawn · d2 white pawn · f2 white pawn · g2 white pawn · h2 white pawn · a1 white rook · b1 white knight · c1 white bishop · d1 white queen · e1 white king · f1 white bishop · g1 white knight · h1 white rook | a8 black rook · b8 black knight · c8 black bishop · d8 black queen · e8 black king · f8 black bishop · g8 black knight · h8 black rook · a7 black pawn · b7 black pawn · d7 black pawn · e7 black pawn · f7 black pawn · g7 black pawn · h7 black pawn · c5 black pawn · e4 white pawn · a2 white pawn · b2 white pawn · c2 white pawn · d2 white pawn · f2 white pawn · g2 white pawn · h2 white pawn · a1 white rook · b1 white knight · c1 white bishop · d1 white queen · e1 white king · f1 white bishop · g1 white knight · h1 white rook | a8 black rook · b8 black knight · c8 black bishop · d8 black queen · e8 black king · f8 black bishop · g8 black knight · h8 black rook · a7 black pawn · b7 black pawn · d7 black pawn · e7 black pawn · f7 black pawn · g7 black pawn · h7 black pawn · c5 black pawn · e4 white pawn · a2 white pawn · b2 white pawn · c2 white pawn · d2 white pawn · f2 white pawn · g2 white pawn · h2 white pawn · a1 white rook · b1 white knight · c1 white bishop · d1 white queen · e1 white king · f1 white bishop · g1 white knight · h1 white rook | a8 black rook · b8 black knight · c8 black bishop · d8 black queen · e8 black king · f8 black bishop · g8 black knight · h8 black rook · a7 black pawn · b7 black pawn · d7 black pawn · e7 black pawn · f7 black pawn · g7 black pawn · h7 black pawn · c5 black pawn · e4 white pawn · a2 white pawn · b2 white pawn · c2 white pawn · d2 white pawn · f2 white pawn · g2 white pawn · h2 white pawn · a1 white rook · b1 white knight · c1 white bishop · d1 white queen · e1 white king · f1 white bishop · g1 white knight · h1 white rook | a8 black rook · b8 black knight · c8 black bishop · d8 black queen · e8 black king · f8 black bishop · g8 black knight · h8 black rook · a7 black pawn · b7 black pawn · d7 black pawn · e7 black pawn · f7 black pawn · g7 black pawn · h7 black pawn · c5 black pawn · e4 white pawn · a2 white pawn · b2 white pawn · c2 white pawn · d2 white pawn · f2 white pawn · g2 white pawn · h2 white pawn · a1 white rook · b1 white knight · c1 white bishop · d1 white queen · e1 white king · f1 white bishop · g1 white knight · h1 white rook | a8 black rook · b8 black knight · c8 black bishop · d8 black queen · e8 black king · f8 black bishop · g8 black knight · h8 black rook · a7 black pawn · b7 black pawn · d7 black pawn · e7 black pawn · f7 black pawn · g7 black pawn · h7 black pawn · c5 black pawn · e4 white pawn · a2 white pawn · b2 white pawn · c2 white pawn · d2 white pawn · f2 white pawn · g2 white pawn · h2 white pawn · a1 white rook · b1 white knight · c1 white bishop · d1 white queen · e1 white king · f1 white bishop · g1 white knight · h1 white rook | 3 |
| 2 | a8 black rook · b8 black knight · c8 black bishop · d8 black queen · e8 black king · f8 black bishop · g8 black knight · h8 black rook · a7 black pawn · b7 black pawn · d7 black pawn · e7 black pawn · f7 black pawn · g7 black pawn · h7 black pawn · c5 black pawn · e4 white pawn · a2 white pawn · b2 white pawn · c2 white pawn · d2 white pawn · f2 white pawn · g2 white pawn · h2 white pawn · a1 white rook · b1 white knight · c1 white bishop · d1 white queen · e1 white king · f1 white bishop · g1 white knight · h1 white rook | a8 black rook · b8 black knight · c8 black bishop · d8 black queen · e8 black king · f8 black bishop · g8 black knight · h8 black rook · a7 black pawn · b7 black pawn · d7 black pawn · e7 black pawn · f7 black pawn · g7 black pawn · h7 black pawn · c5 black pawn · e4 white pawn · a2 white pawn · b2 white pawn · c2 white pawn · d2 white pawn · f2 white pawn · g2 white pawn · h2 white pawn · a1 white rook · b1 white knight · c1 white bishop · d1 white queen · e1 white king · f1 white bishop · g1 white knight · h1 white rook | a8 black rook · b8 black knight · c8 black bishop · d8 black queen · e8 black king · f8 black bishop · g8 black knight · h8 black rook · a7 black pawn · b7 black pawn · d7 black pawn · e7 black pawn · f7 black pawn · g7 black pawn · h7 black pawn · c5 black pawn · e4 white pawn · a2 white pawn · b2 white pawn · c2 white pawn · d2 white pawn · f2 white pawn · g2 white pawn · h2 white pawn · a1 white rook · b1 white knight · c1 white bishop · d1 white queen · e1 white king · f1 white bishop · g1 white knight · h1 white rook | a8 black rook · b8 black knight · c8 black bishop · d8 black queen · e8 black king · f8 black bishop · g8 black knight · h8 black rook · a7 black pawn · b7 black pawn · d7 black pawn · e7 black pawn · f7 black pawn · g7 black pawn · h7 black pawn · c5 black pawn · e4 white pawn · a2 white pawn · b2 white pawn · c2 white pawn · d2 white pawn · f2 white pawn · g2 white pawn · h2 white pawn · a1 white rook · b1 white knight · c1 white bishop · d1 white queen · e1 white king · f1 white bishop · g1 white knight · h1 white rook | a8 black rook · b8 black knight · c8 black bishop · d8 black queen · e8 black king · f8 black bishop · g8 black knight · h8 black rook · a7 black pawn · b7 black pawn · d7 black pawn · e7 black pawn · f7 black pawn · g7 black pawn · h7 black pawn · c5 black pawn · e4 white pawn · a2 white pawn · b2 white pawn · c2 white pawn · d2 white pawn · f2 white pawn · g2 white pawn · h2 white pawn · a1 white rook · b1 white knight · c1 white bishop · d1 white queen · e1 white king · f1 white bishop · g1 white knight · h1 white rook | a8 black rook · b8 black knight · c8 black bishop · d8 black queen · e8 black king · f8 black bishop · g8 black knight · h8 black rook · a7 black pawn · b7 black pawn · d7 black pawn · e7 black pawn · f7 black pawn · g7 black pawn · h7 black pawn · c5 black pawn · e4 white pawn · a2 white pawn · b2 white pawn · c2 white pawn · d2 white pawn · f2 white pawn · g2 white pawn · h2 white pawn · a1 white rook · b1 white knight · c1 white bishop · d1 white queen · e1 white king · f1 white bishop · g1 white knight · h1 white rook | a8 black rook · b8 black knight · c8 black bishop · d8 black queen · e8 black king · f8 black bishop · g8 black knight · h8 black rook · a7 black pawn · b7 black pawn · d7 black pawn · e7 black pawn · f7 black pawn · g7 black pawn · h7 black pawn · c5 black pawn · e4 white pawn · a2 white pawn · b2 white pawn · c2 white pawn · d2 white pawn · f2 white pawn · g2 white pawn · h2 white pawn · a1 white rook · b1 white knight · c1 white bishop · d1 white queen · e1 white king · f1 white bishop · g1 white knight · h1 white rook | a8 black rook · b8 black knight · c8 black bishop · d8 black queen · e8 black king · f8 black bishop · g8 black knight · h8 black rook · a7 black pawn · b7 black pawn · d7 black pawn · e7 black pawn · f7 black pawn · g7 black pawn · h7 black pawn · c5 black pawn · e4 white pawn · a2 white pawn · b2 white pawn · c2 white pawn · d2 white pawn · f2 white pawn · g2 white pawn · h2 white pawn · a1 white rook · b1 white knight · c1 white bishop · d1 white queen · e1 white king · f1 white bishop · g1 white knight · h1 white rook | 2 |
| 1 | a8 black rook · b8 black knight · c8 black bishop · d8 black queen · e8 black king · f8 black bishop · g8 black knight · h8 black rook · a7 black pawn · b7 black pawn · d7 black pawn · e7 black pawn · f7 black pawn · g7 black pawn · h7 black pawn · c5 black pawn · e4 white pawn · a2 white pawn · b2 white pawn · c2 white pawn · d2 white pawn · f2 white pawn · g2 white pawn · h2 white pawn · a1 white rook · b1 white knight · c1 white bishop · d1 white queen · e1 white king · f1 white bishop · g1 white knight · h1 white rook | a8 black rook · b8 black knight · c8 black bishop · d8 black queen · e8 black king · f8 black bishop · g8 black knight · h8 black rook · a7 black pawn · b7 black pawn · d7 black pawn · e7 black pawn · f7 black pawn · g7 black pawn · h7 black pawn · c5 black pawn · e4 white pawn · a2 white pawn · b2 white pawn · c2 white pawn · d2 white pawn · f2 white pawn · g2 white pawn · h2 white pawn · a1 white rook · b1 white knight · c1 white bishop · d1 white queen · e1 white king · f1 white bishop · g1 white knight · h1 white rook | a8 black rook · b8 black knight · c8 black bishop · d8 black queen · e8 black king · f8 black bishop · g8 black knight · h8 black rook · a7 black pawn · b7 black pawn · d7 black pawn · e7 black pawn · f7 black pawn · g7 black pawn · h7 black pawn · c5 black pawn · e4 white pawn · a2 white pawn · b2 white pawn · c2 white pawn · d2 white pawn · f2 white pawn · g2 white pawn · h2 white pawn · a1 white rook · b1 white knight · c1 white bishop · d1 white queen · e1 white king · f1 white bishop · g1 white knight · h1 white rook | a8 black rook · b8 black knight · c8 black bishop · d8 black queen · e8 black king · f8 black bishop · g8 black knight · h8 black rook · a7 black pawn · b7 black pawn · d7 black pawn · e7 black pawn · f7 black pawn · g7 black pawn · h7 black pawn · c5 black pawn · e4 white pawn · a2 white pawn · b2 white pawn · c2 white pawn · d2 white pawn · f2 white pawn · g2 white pawn · h2 white pawn · a1 white rook · b1 white knight · c1 white bishop · d1 white queen · e1 white king · f1 white bishop · g1 white knight · h1 white rook | a8 black rook · b8 black knight · c8 black bishop · d8 black queen · e8 black king · f8 black bishop · g8 black knight · h8 black rook · a7 black pawn · b7 black pawn · d7 black pawn · e7 black pawn · f7 black pawn · g7 black pawn · h7 black pawn · c5 black pawn · e4 white pawn · a2 white pawn · b2 white pawn · c2 white pawn · d2 white pawn · f2 white pawn · g2 white pawn · h2 white pawn · a1 white rook · b1 white knight · c1 white bishop · d1 white queen · e1 white king · f1 white bishop · g1 white knight · h1 white rook | a8 black rook · b8 black knight · c8 black bishop · d8 black queen · e8 black king · f8 black bishop · g8 black knight · h8 black rook · a7 black pawn · b7 black pawn · d7 black pawn · e7 black pawn · f7 black pawn · g7 black pawn · h7 black pawn · c5 black pawn · e4 white pawn · a2 white pawn · b2 white pawn · c2 white pawn · d2 white pawn · f2 white pawn · g2 white pawn · h2 white pawn · a1 white rook · b1 white knight · c1 white bishop · d1 white queen · e1 white king · f1 white bishop · g1 white knight · h1 white rook | a8 black rook · b8 black knight · c8 black bishop · d8 black queen · e8 black king · f8 black bishop · g8 black knight · h8 black rook · a7 black pawn · b7 black pawn · d7 black pawn · e7 black pawn · f7 black pawn · g7 black pawn · h7 black pawn · c5 black pawn · e4 white pawn · a2 white pawn · b2 white pawn · c2 white pawn · d2 white pawn · f2 white pawn · g2 white pawn · h2 white pawn · a1 white rook · b1 white knight · c1 white bishop · d1 white queen · e1 white king · f1 white bishop · g1 white knight · h1 white rook | a8 black rook · b8 black knight · c8 black bishop · d8 black queen · e8 black king · f8 black bishop · g8 black knight · h8 black rook · a7 black pawn · b7 black pawn · d7 black pawn · e7 black pawn · f7 black pawn · g7 black pawn · h7 black pawn · c5 black pawn · e4 white pawn · a2 white pawn · b2 white pawn · c2 white pawn · d2 white pawn · f2 white pawn · g2 white pawn · h2 white pawn · a1 white rook · b1 white knight · c1 white bishop · d1 white queen · e1 white king · f1 white bishop · g1 white knight · h1 white rook | 1 |
|   | a | b | c | d | e | f | g | h |   |

U načelu, u otvaranju bi trebalo prvo razvijati figure i pješacima kontrolirati što više centralnih polja. No, s 1...c5 crni kontrolira samo polja d4 i b4. Ipak, postoji razlog zašto je obrana tako uspješna. 
Velemajstor Jonathan Rowson daje uvid u ovaj paradoks:
Po mom mišljenju postoji sasvim jednostavno objašnjenje. Da bi profitirao od inicijative dodijeljene prvim potezom, bijeli mora iskoristiti svoju priliku da učini nešto prije nego što crni dobije isti broj vlastitih prilika. Međutim, da bi to učinio, mora ostvariti "kontakt" s pozicijom crnog. Prva točka kontakta obično dolazi u obliku razmjene pješaka, što dovodi do otvaranja pozicije. Dakle, misao iza 1...c5 je sljedeća: "U redu, pustit ću te da otvoriš poziciju i agresivno razviješ svoje figure, ali uz cijenu – moraš mi dati jednog od svojih središnjih pješaka."
Najranija uporaba ovog otvaranja zabilježena je još u 16. stoljeću kad su je rabili talijanski šahisti Giulio Polerio i Gioachino Greco.